# Anna Christina Cronquist

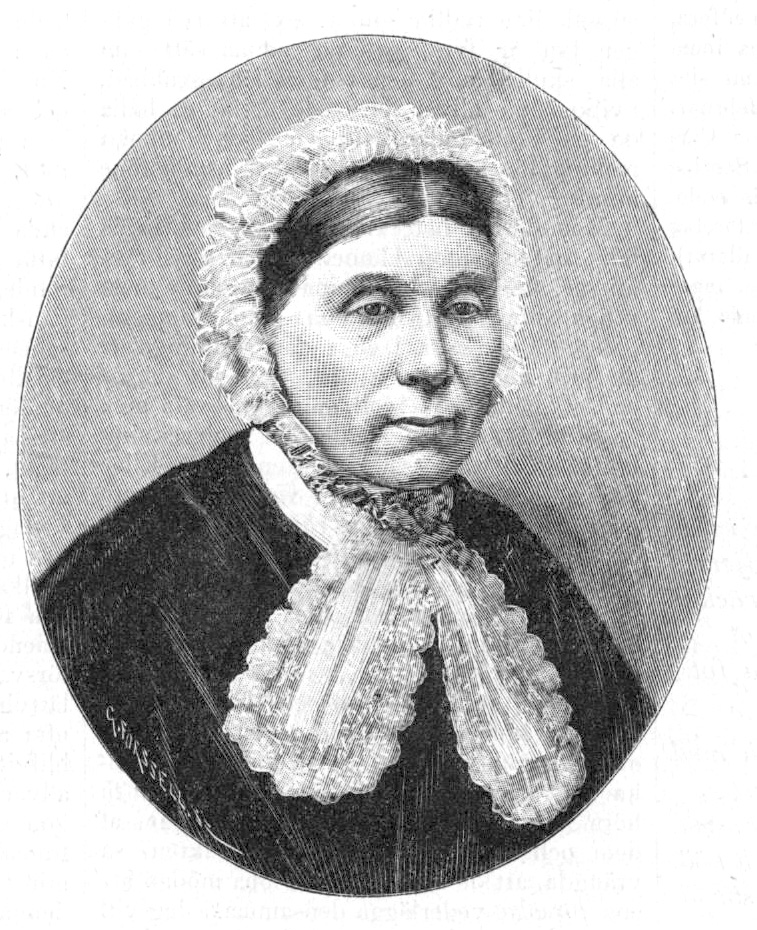
Anna Christina Cronquist. Xylografi i Idun 1893, nr 12.

Anna Christina Cronquist, född Lundgren 3 april 1807 i Skabersjö socken i Malmöhus län, död 5 februari 1893 i Malmö S:t Petri församling, var en svensk affärsidkare. Hon var grundaren till den så kallade Cronquistska eran inom manufaktur- och vitvarubranschen i Malmö.

## Biografi
Anna Christina Cronquist gifte sig 1830 med Johan Cronquist (1806–1852), redaktören för ”Malmö Nya Allehanda” i Malmö. Makens tidning gick dåligt, och för att hjälpa till med försörjningen bestämde sig hon sig för att också bidra.
I början av 1840-talet öppnade hon en vävskola, och utgav 1845 den kanske första svenska läroboken i vävning. Mellan 1849 och 1865 drev hon det som kom att kallas den största manufakturaffären i Malmö. Fram till 1864 års näringsförordning var det dock inte tillåtet för gifta kvinnor att ägna sig åt affärsverksamhet i eget namn, då detta reglerades av skråväsendet. Hon tvingades därför använda sig av en manlig bulvan, något som gav henne stora svårigheter.
Cronquist tillhörde de första svenska kvinnor som öppnade en affärsverksamhet av det slaget i sitt eget namn, snarare än att överta det efter en avliden make: hon tog sin son Georg Cronquist till affärskompanjon och gav företaget namnet A.C. Cronquist & Son. Hennes affärsverksamhet togs 1865 över av hennes svärdotter Aqvilina Cronquist.